# Universidade Federal de São Carlos
A Universidade Federal de São Carlos (UFSCar) é uma instituição de ensino superior pública e federal brasileira, com sede no município de São Carlos, no estado de São Paulo. Inaugurada em 1970, é marcada pelo seu pioneirismo, com o curso de Engenharia de Materiais mais antigo da América Latina e também o primeiro curso de Engenharia Física do Brasil. É classificada como uma das melhores universidades do país, tendo como um de seus fundadores o físico e professor Sérgio Mascarenhas de Oliveira.
É uma das três universidades federais do estado, ao lado da Universidade Federal do ABC (UFABC) e da Universidade Federal de São Paulo (Unifesp), sendo a única sediada no interior do Estado de São Paulo. Conta com 65 cursos de graduação e 48 departamentos acadêmicos, divididos em oito centros, nos seus quatro Campus. Além do campus sede, em São Carlos, existem unidades em Araras, Sorocaba e Buri. Está em processo de planejamento e implantação um novo campus em São José do Rio Preto.
Possui nota 5 (máxima) no Índice Geral de Cursos do Ministério da Educação, tendo os cursos de Fisioterapia, Engenharia Química e Engenharia de Produção entre os mais bem avaliados do país segundo o Raking Universitário da Folha de S.Paulo. Além disso, tem 52 programas de pós-graduação, dos quais 5 (Ciência e Engenharia de Materiais, Engenharia Química, Química, Educação Especial e Fisioterapia) possuem nota máxima na avaliação da CAPES.

## História

### 1960–1968: Antecedentes e oposições
A proposta de criação de uma universidade federal no estado de São Paulo iniciou-se em 1960, por inciativa dos deputado federal Lauro Monteiro da Cruz, da UDN, com apoio do deputado e colega de partido Ernesto Pereira Lopes, que apresentou uma emenda ao projeto de lei que federalizava a universidade da Paraíba. A lei 3.853 de 13 de dezembro de 1960 foi sancionada pelo então presidente da república, Juscelino Kubitschek, e além de tratar da universidade paraibana, criava a "Universidade Federal de São Paulo" (U.F.S.P.), com sede em São Carlos, a partir da incorporação de outras instituições: a Escola Paulista de Medicina (EPM), a Escola de Engenharia de São Carlos (EESC), a Faculdade de Filosofia, Ciências e Letras de Araraquara, a Faculdade de Farmácia e Odontologia de Araçatuba e a Faculdade de Ciências Econômicas de Santo André.

Deputado Ernesto Pereira Lopes (1905–1993) foi um dos grandes articuladores da criação da UFSCar.

Houve, no entanto, fortes reações contrárias à criação da Universidade, em especial por parte dos dirigentes da Escola Paulista de Medicina e da EESC e de seu centro acadêmico, que eram contrários à incorporação das instituições à nova universidade. Em 1961, o presidente Jânio Quadros também se manifestou contrário à criação da universidade, enviando um projeto de lei para revogação dos artigos que criavam a U.F.S.P, a pedido do governo do estado de São Paulo e do Conselho Universitário da USP. O projeto, no entanto, não foi aprovado.
Em outubro de 1963, no governo João Goulart, o Ministério da Educação publicou uma portaria que instituiu uma comissão para estudar a estrutura administrativa, jurídica e financeira da U.F.S.P. Participaram dessa comissão o então professor da USP, Fernando Henrique Cardoso, e o professor Marcos Lindenberg, da Escola Paulista de Medicina (que deveria compor a nova universidade).
Devido vários conflitos políticos e envolvendo a EPM, em janeiro de 1964 chegou a ser instalada uma reitoria provisória da universidade, mas com sede em São Bernardo do Campo. Já sob o regime ditatorial de Castelo Branco, o artigo que criava a U.F.S.P a partir da incorporação de outras instituições foi revogado pela lei 4.421 de 29 de setembro de 1964.
Nos anos seguintes, os deputados Lauro Monteiro da Cruz e Ernesto Pereira Lopes, ambos agora filiados ao ARENA, continuaram a tratar em Brasília sobre a criação da universidade com sede em São Carlos. Diversas propostas para criação da universidade a partir da incorporação de outras já existentes sempre surgiam, mas também sempre encontravam oposição. Em 4 de maio de 1966 houve uma grande manifestação popular na cidade pedindo a instalação da universidade.

### 1968–1970: Criação e implementação

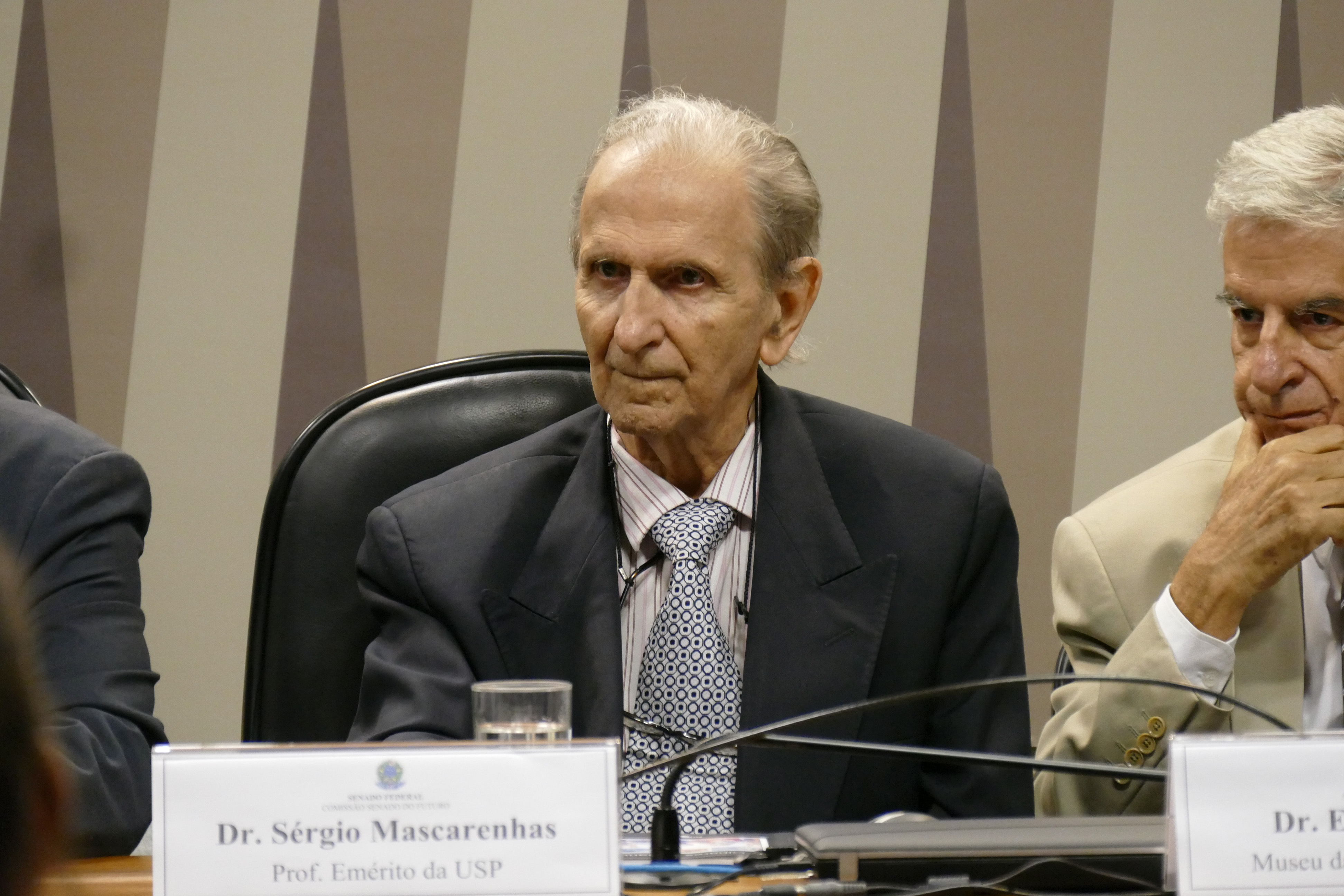
Professor Sérgio Mascarenhas participando de debate em audiência no Senado Federal, em 2018.

Foi apenas em 1968, alguns meses antes da promulgação do Ato Institucional nº 5, que a universidade seria legalmente instituída (de forma mais sólida do que havia sido em 1960). Em 22 de maio de 1968, durante o governo Costa e Silva, foi publicado o decreto nº 62.758, que dispunha "sobre a instituição da Fundação Universidade Federal de São Paulo" Foi esse decreto que, após anos de conflitos, firmou oficialmente que a nova universidade seria instalada em São Carlos e seria criada "do zero", sem incorporação de outras instituições, e instituiu, também, um Conselho de Curadores para administrá-la. 

Os deputados Pereira Lopes e Lauro Cruz procuraram professores da Escola de Engenharia de São Carlos (que encerrou sua oposição à U.F.S.P. após revogação da incorporação da EESC) para auxiliar no projeto de estruturação da nova universidade. O professor Sérgio Mascarenhas auxiliou os políticos na indicação de nomes técnicos para compor o conselho, que foi oficialmente empossado em 3 de outubro de 1968 na capital paulista. Dias depois, o professor Edson Rodrigues da EESC foi eleito presidente do Conselho, que passou a trabalhar, entre outras coisas, na elaboração de uma "filosofia" a ser seguida pela universidade. Grande parte dessa "filosofia" da UFSCar, como uma universidade inovadora e construída a partir do zero, foi influenciada pelo professor Sérgio Mascarenhas, motivo pelo qual ele é considerado um dos principais fundadores da universidade. Ele também foi o reitor pro tempore da UFSCar entre 1968 e 1970.

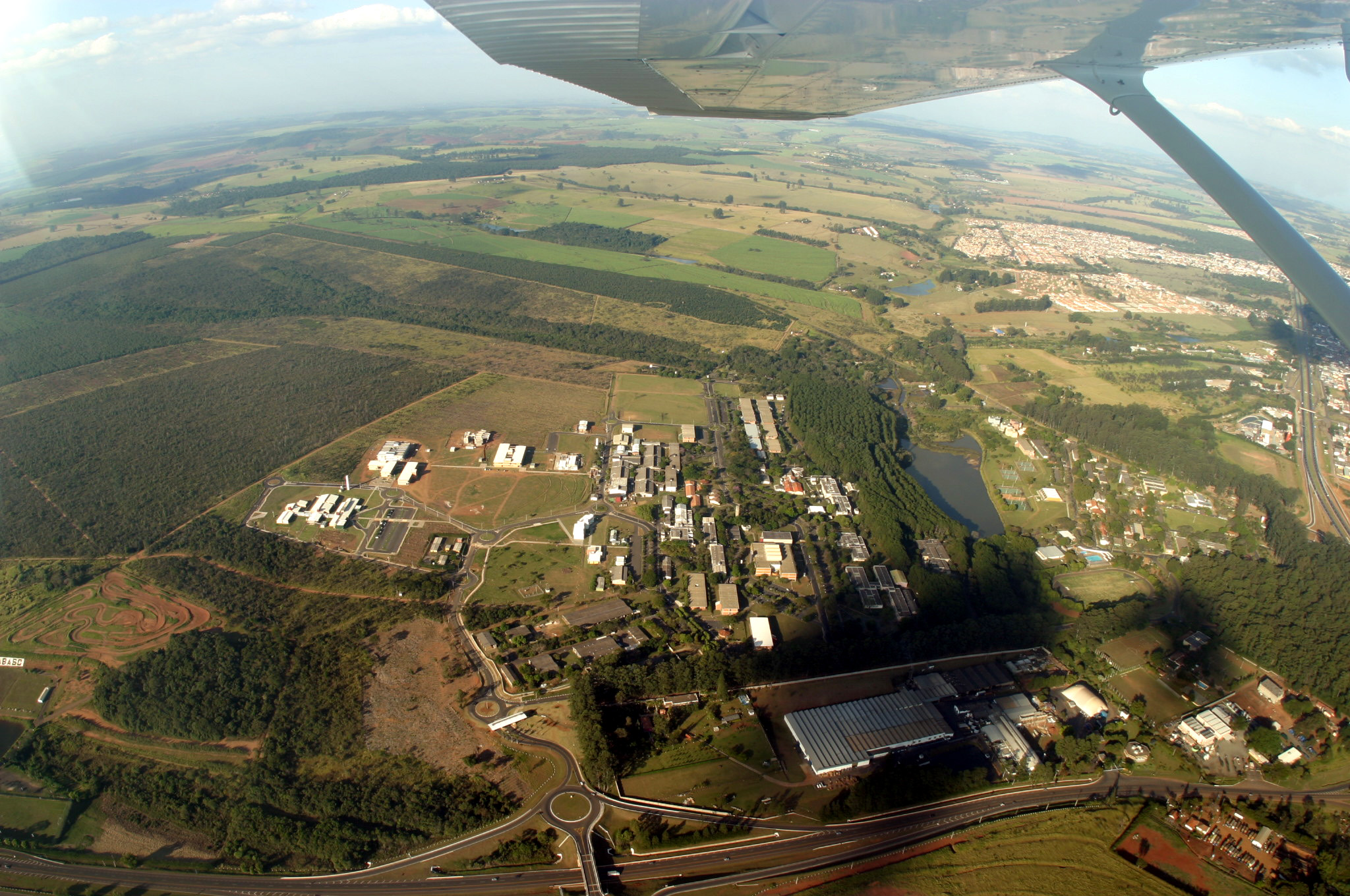
Vista aérea do Campus São Carlos da UFSCar, em 2007. Área em que o campus foi construído era chamada de "Fazenda Trancham" e foi desapropriada e doada para a universidade.

A partir do início efetivo dos trabalhos para implementação do que viria a ser a UFSCar, houve também diversos esforços para determinar qual local da cidade de São Carlos receberia suas instalações. Foi escolhido o terreno ocupado pela Fazenda Trancham, às margens da Rodovia Washington Luís, de propriedade dos irmãos Jaime, Antônio e Elias Caridá. A prefeitura de São Carlos, então chefiada pelo prefeito Antônio Massei, fez, então, a desapropriação da propriedade por meio do Decreto Municipal Nº 6.020 de 2 de dezembro de 1968. Ainda no mesmo mês, para cumprir o que determinava a Lei Nº 4.759 de 20 de agosto de 1965 (que dizia que "Se a sede da universidade ou da escola técnica federal fôr em uma cidade que não a capital do Estado, será qualificada de federal e terá a denominação da respectiva cidade"), o nome da nova instituição passou a ser Universidade Federal de São Carlos, adotando a sigla UFSCar para se diferenciar da Universidade Federal de Santa Catarina (UFSC).
A prefeitura foi autorizada a transferir a posse e doar as terras da Fazenda Trancham à UFSCar pela Lei Municipal N.º 6.085, de 19 de fevereiro de 1969. Aos 26 de abril de 1969 foi feita a lavradura da escritura de Instituição da Fundação Universidade Federal de São Carlos. A indenização aos antigos proprietários do terreno, no entanto, só foi feita em 1973. As instalações da antiga fazenda foram reaproveitadas e houve a instalação de algumas estruturas adicionais. Inclusive, um estábulo foi adaptado para ser um laboratório de química e duas coelheiras se tornaram salas de aula. Em novembro de 1969 que começavam a ser definidas as áreas e cursos a serem implantados a partir de fevereiro do ano seguinte, que seriam dois: Licenciatura em Ciências e Bacharelado em Engenharia de Ciências de Materiais, com 50 vagas cada um.
Foi realizado o primeiro vestibuilar e, em 13 de março de 1970, em torno de um sino, em frente à sede da Administração Central (ex-sede da Fazenda Trancham), 100 alunos, 10 professores, pouco mais de 20 funcionários e os membros do Conselho de Curadores participaram da cerimônia inaugural dos cursos da unviersidade. Na solenidade, participou do hasteamento da bandeira nacional o aluno ingressante Oswaldo Baptista Duarte Filho, que viria a se tornar, alguns meses depois, presidente do primeiro órgão de representação estudantil da UFSCar e, décadas depois, reitor da universidade e prefeito de São Carlos.

### 1970–1991: Consolidação e Ditadura Militar

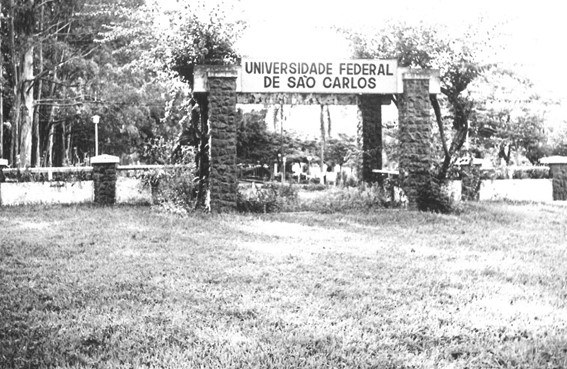
Antigo pórtico de entrada, na área sul do Campus São Carlos, em fotografia da década de 70.

De 1970 até o início dos anos 90, a universidade teve uma grande ampliação dos cursos oferecidos, assim como aumento de sua infraestrutura. Para apoiar essas mudanças, ao longo da década de 70 ainda foram constituídos na universidade setores de marcenaria e serralheria, para construção e manutenção de mobiliário necessário para a universidade. Também, desde 1970, a UFSCar contou com um Departamento de Produção Gráfica, que, inicialmente tinha a função de datilografar apostilas e  "rodá-las" em um mimeógrafo, único equipamento existente no início do setor. Iniciou-se nesse ano, também, o funcionamento da Biblioteca Central da UFSCar.
Esse período, também fortemente marcado pela Ditadura Militar e, depois, pela Constituinte, foi envolto em grandes embates por conta da concepção fundacional da universidade, que, juridicamente, era uma fundação e, portanto, tinha ampla autonomia em termos financeiros e decisórios, mas que acabou sofrendo intervenções tanto do governo central, como do seu conselho de Curadores, que possuíam membros alidos do regime militar. O deputado Ernesto Pereira Lopes, que teve seu último mandato encerrado em 1974, foi membro do Conselho de Curadores até sua morte, em 1993. Já o deputado Lauro Monteiro da Cruz chegou a ser presidente do Conselho de Curadores entre 1971 e 1989.

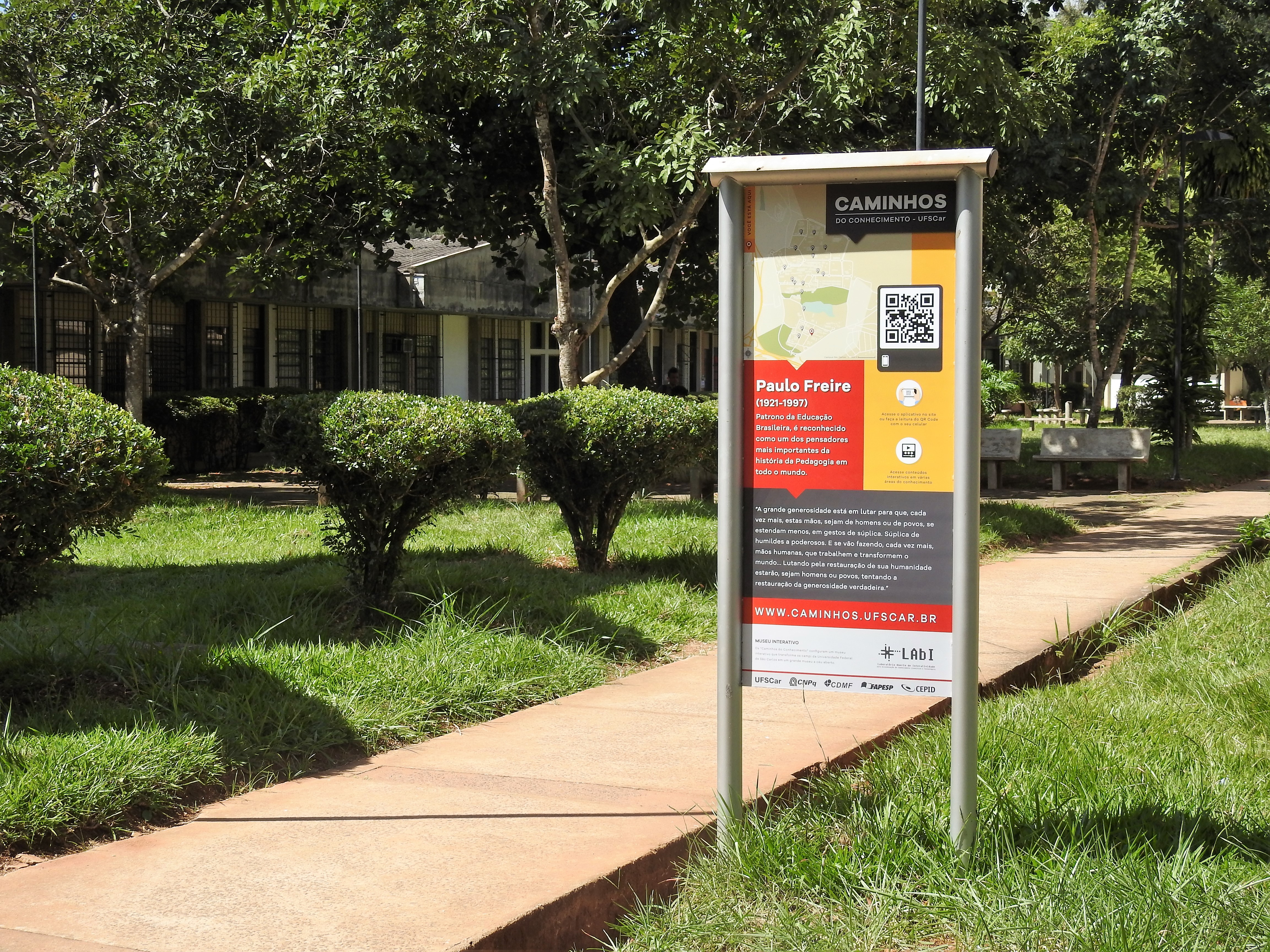
Vista de local na Área Sul do Campus São Carlos, onde se iniciaram as atividades da universidade.

O primeiro órgão de representação estudantil, nomeado inialmente como Diretório Universitário da Universidade Federal de São Carlos (D.U.U.F.S.C.), atualmente chamado de Diretório Central dos Estudantes da UFSCar (DCE Livre UFSCar), foi fundado meses depois, em 29 de outubro de 1970, tendo o aluno Oswaldo Baptista Duarte Filho como seu primeiro presidente.
Em 1971, a universidade passou a oferecer cursos de Física, Pedagogia e Química; em 1972 inicou-se o curso de Ciências Biológicas e foi extinta a Licenciatura em Ciências. Também no ano de 1972 foi adotada a divisão da universidade em Centros Acadêmicos, que vigora até hoje, com a criação do Centro de Ciências Exatas e Tecnologia (CCET) e do Centro de Educação e Ciências Humanas (CECH). Os cursos de Matemática e Ciência da Computação tiveram início em 1975, enquanto Estatística e Engenharia Química (segundo curso de Engenharia a entrar em funcionamento), iniciaram em 1976. Os primeiros programas de pós-graduação (em Ecologia e Recursos Naturas e em Educação), começaram também em 1976. 

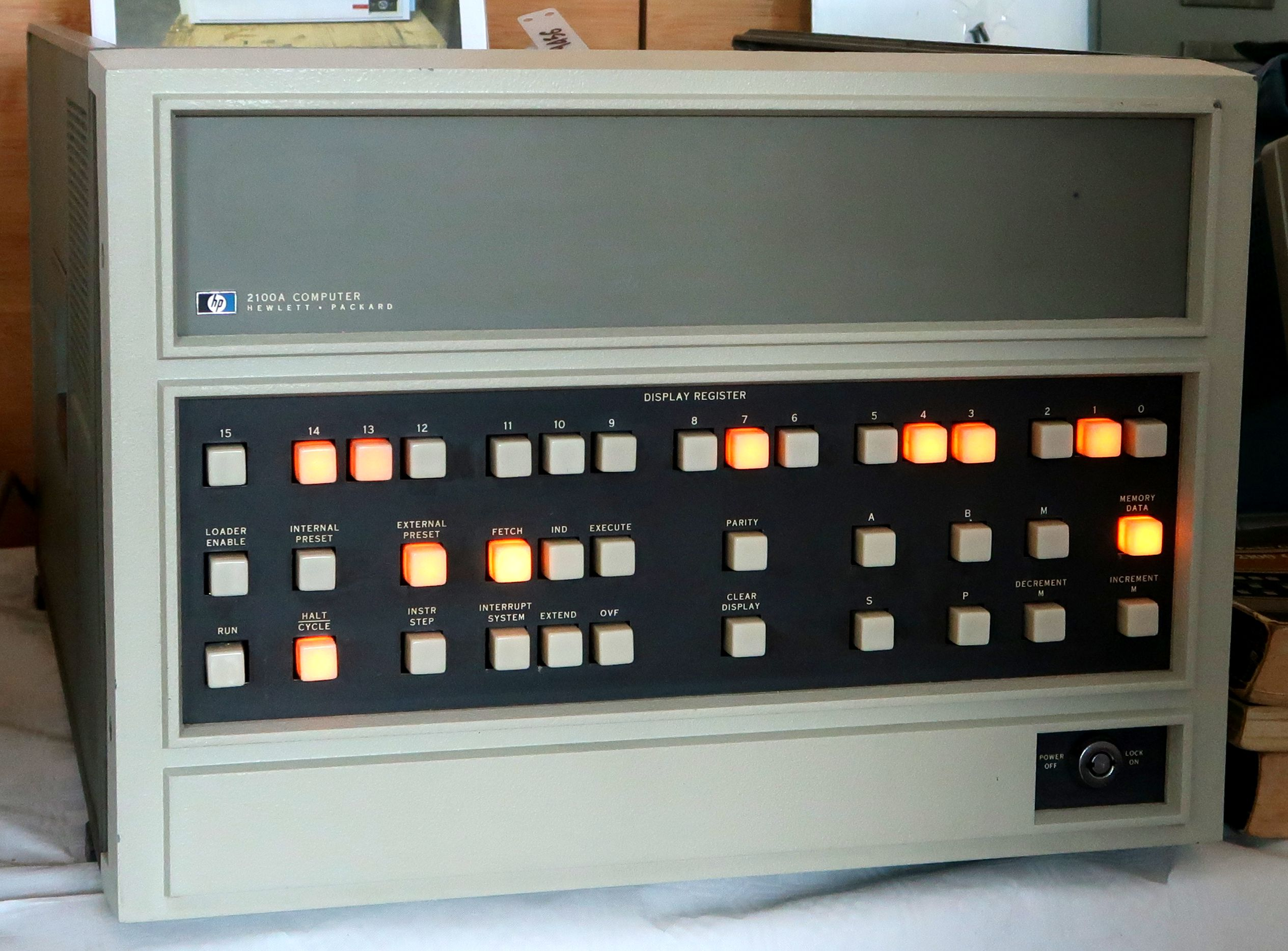
HP 2100A, primeiro computador utilizado na universidade.

Em 1971, por iniciativa do reitor da universidade e do membro do Conselho de Curadores, professor Sérgio Mascarenhas, foi contratado o professor Arthur João Catto, com a missão de implantar cursos de computação, e implantar sistemas de computação para apoiar as atividades administrativas da UFSCar. O professor Catto então auxiliou na contratação de outros professores e reuniu colegas de áreas acadêmicas próximas – estatística e análise numérica, para a constituição de um departamento. Foi assim que em meados de 1972 foi criado o Departamento de Computação e Estatística, com seis professores. Em janeiro de 1973, o grupo de professores com atuação em computação começou a desenvolver os primeiros sistemas administrativos computadorizados da UFSCar (Controle Acadêmico, Folha de Pagamentos e outros). Ainda em 1973 foi criada a Divisão de Processamento de Dados (DPD), que passou a se responsabilizar pelos sistemas administrativos. O primeiro computador da universidade foi um  HP 2100A, com leitora de fita de papel perfurado e 16KBytes de memória.
Em 1977, o terceiro curso de engenharia entra em funcionamento (Engenharia de Produção), e o primeiro da área da saúde (Enfermagem). Foi criado também o Centro de Ciências Biológicas e da Saúde (CCBS). No ano seguinte, Fisioterapia, Terapia Ocupacional e Engenharia Civil começam a ofertar vagas. Também em 1978 se inicia o movimento de representação dos servidores e docentes da Universidade, com a criação da Associação dos Docentes da UFSCar (ADUFSCar) e da Associação dos Servidores Técnicos-administrativos da UFSCar (ASUFSCar), que, em 1992, se tornaria um sindicato.
O inédito curso de mestrado em Engenharia de Materiais foi criado em 1979 com três áreas de concentração: Cerâmica, Metalurgia e Polímeros. Em 1980, a UFSCar já possuía 2473 alunos matriculados em cursos de graduação.

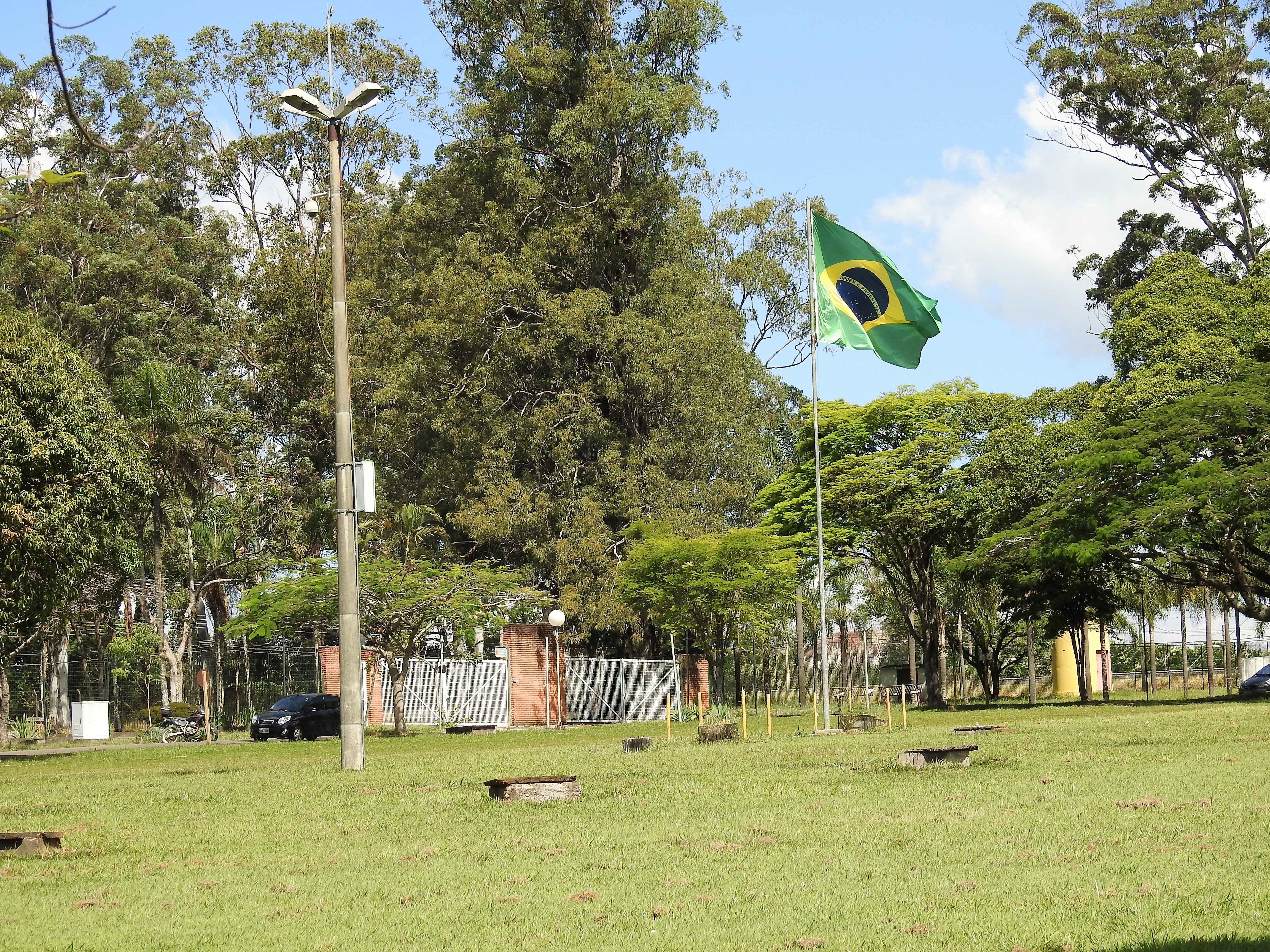
Praça da Bandeira, na área Sul do Campus São Carlos, é o local onde ocorreu a cerimônia de inauguração da universidade.

No final do ano de 1979, havia sido indicado para o cargo de reitor o professor William Saad Hossne, que não integrava o quadro de docentes da universidade. Dias após sua posse, sua gestão, em acordo com os órgãos representativos constituídos até o momento (Diretório dos estudantes e as associaçãos dos técnicos-administrativos e dos docentes), definiu-se critérios para a própria comunidade universitária elegesse seus representantes, desde os dirigentes dos Centros, até o próprio reitor. Essas decisões, no entanto, geraram críticas do Conselho de Curadores da Universidade, que desencadeou em uma crise de relacionamento com o Conselho Universitário, recentemente constituído. O auge dessa crise ocorreu em entre 1982 e 1983, quando o Conselho de Curadores decidiu pela não recondução de Hossne ao cargo de reitor, mesmo tendo sido essa a desição eleitoral da comunidade acadêmica.
Através de uma articulação do Conselho de Curadores com o Ministério da Educação, foi nomeado como reitor o professor Antônio Guimarães Ferri, que foi considerado um interventor na universidade. Ele era irmão de Mário Guimarães Ferri, que havia sido reitor em exercício da USP entre 1967 e 1968, no auge da repressão da Ditadura Militar. O movimento estudantil encabeçou, então, o movimento "Fora Ferri", de oposição ao reitor interventor, e a reitoria da universidade chegou a ser ocupada. Ferri chegou a convocar tropas militares do Batalhão de Araraquara para expulsar os estudantes. Por fim, Ferri renuncia ao cargo de reitor e, ao final de 1983, o governo federal promulgou a lei nº 7.177 de 19 de dezembro de 1983, que ordenava a realização de processo eleitoral em todas as universidades e elaboração de uma lista sêxtuple, e, assim, o professor Munir Rachid foi e nomeado reitor.
O final da década de 80 ainda for marcado por tensões envolvendo o Conselho de Curadores, mas, na gestão do reitor Sebastião Elias Kuri, esse conselho deixou de ter poder decisório e se transformou em um conselho fiscal. Isso ocorreu com a aprovação do novo Estatuto da Fundação Universidade Federal de São Carlos, que teve sua primeira votação em 1987 e a aprovação final em 1991. Nesse mesmo período, por conta das discussões na Assembleia Nacional Constituinte e das profundas alterações provocadas pela promulgação da Constituição de 1988, o Conselho Universitário debateu intensamente diversas alterações na Universidade, inclusive criando a estrutura de pró-reitorias com o novo Estatuto da UFSCar.

### 1991–2014: Expansão e REUNI
Consolidada uma maior autonomia universitária, a década de 90 foi marcada por uma grande expansão da oferta dos cursos de graduação. Os cursos de de Biblioteconomia e Educação Física da Fundação Educacional São Carlos (FESC), uma instituição municipal de ensino superior foram absorvidos pela UFSCar a partir de um movimento iniciado anos antes, mas consolidado entre 1990 e 1994. Em 1994 a UFSCar iniciou a oferta do curso de Biblioteconomia e Ciência da Informação, com o Departamento de Ciência da Informação sendo criado em 1996. 

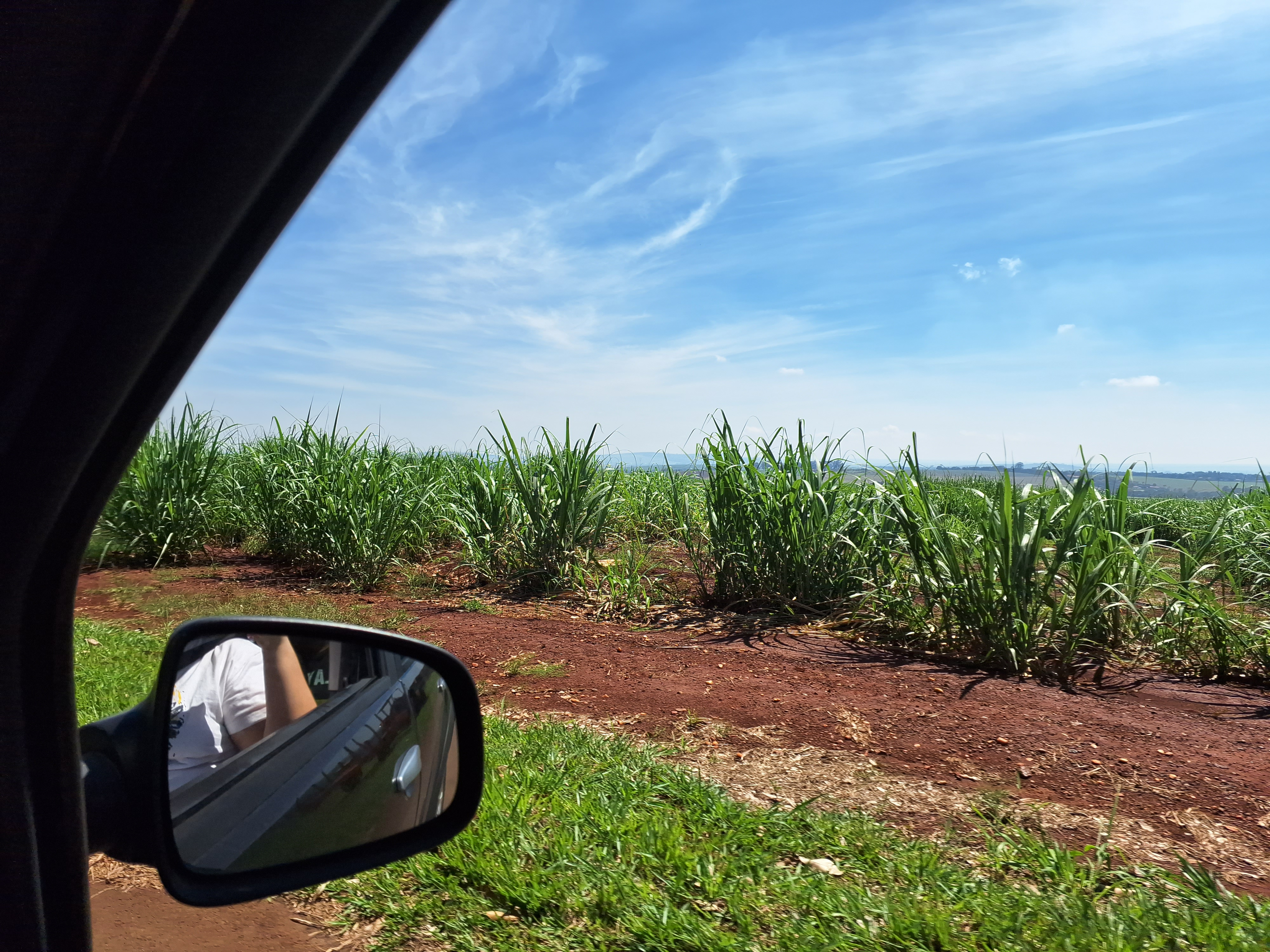
Área de plantação de Cana-de-açúcar na UFSCar em Araras. O campus foi criado a partir das instalações do antigo Instituto do Açúcar e do Álcool.

Em 1991, é criado em Araras, a cerca de 80 km de São Carlos, um novo campus da universidade, formado pelo Centro de Ciências Agrárias. O campus foi criado a partir da incorporação das instalações do antigo Instituto do Açúcar e do Álcool (IAA), que teve o encerramento das suas atividades ligado ao processo de desregulamentação do setor da cana-de-açúcar no país, crise financeira e alterações políticas ocorridas sob a gestão do presidente Fernando Collor de Mello (1990-1992), com os programas de desestatização. Por tudo isso, o IAA foi extinto no começo de 1990. As atividades do centro iniciaram-se ainda em 1991 e, em 1993, o curso de Engenharia Agronômica foi implantado. Inicialmente, o campus da UFSCar de Araras foi organizado em três departamentos: Departamento de Biotecnologia Vegetal (DBV), Departamento de Recursos Naturais e Proteção Ambiental (DRN) e Departamento de Tecnologia Agroindustrial e Socioeconomia Rural (DTAI).
Ainda em 1991 entrou em funcionamento o curso de Ciências Sociais no Campus São Carlos. Nos anos seguintes foram iniciados os cursos de Engenharia da Computação (1992); Educação Física, Biblioteconomia e Ciência da Informação e Psicologia, em 1994 (sendo que esses dois primeiros foram resultado da incorporação da FESC); Letras e Imagem e Som, em 1996.
A universidade havia criado, em 1990, o Programa de Atividades Ecológicas (PAE). A partir daí, em 1993 foi desenvolvido o Programa Integrado de Manejo Florestal (PIMFLOR), responsável pela implantação de um cinturão de eucaliptos ao longo dos 222 hectares que compõem as divisas da UFSCar. No mesmo ano, para atender as demandas de questões ambientais, foi criada a Coordenadoria Especial para o Meio Ambiente, que teve sua sede construída em 1996.

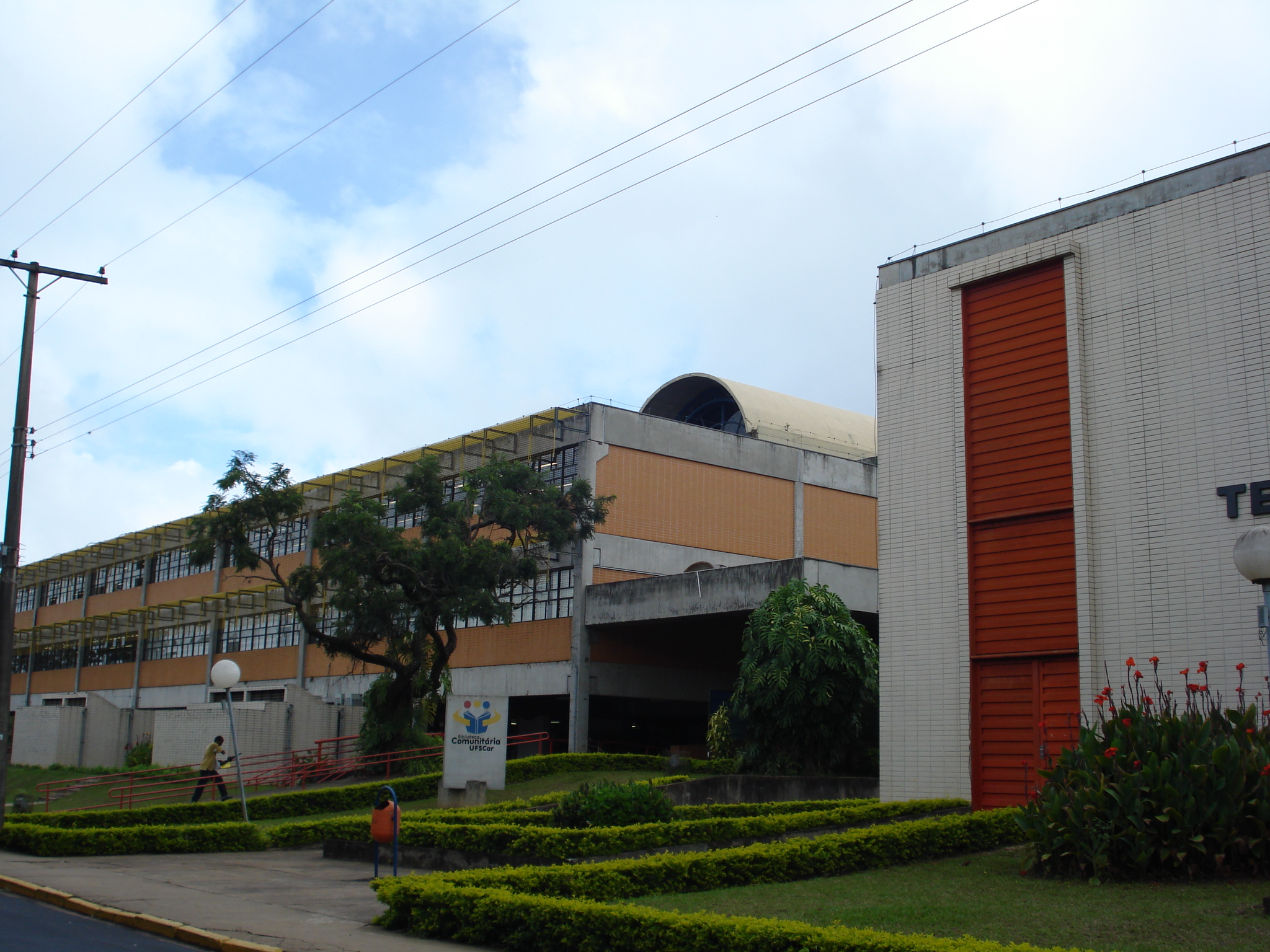
Biblioteca Comunitária (BCo), em São Carlos.

Com o objetivo de dar apoio ao intercâmbio de docentes e alunos, em 1993 foi criada a Assessoria da Reitoria para Assuntos Internacionais (ARAI). Também em 1993, a Editora da UFSCar (EdUFSCar) publica seu primeiro livro: "Universidade, Fundação e Autoritarismo: O Caso da UFSCar", uma obra sobre a própria universidade, de autoria do professor Valdemar Sguissardi.
Em 1995, durante a gestão do reitor Newton Lima Neto, um novo prédio foi construído para ser a nova biblioteca da universidade e substituir a Biblioteca Central, atendendo além dos alunos e professores universitários, a comunidade de São Carlos e região. A Biblioteca Comunitária (BCo) começou a funcionar no dia 17 de agosto de 1995, após transferência do acervo da antiga Biblioteca Central e da instalação completa dos recursos computacionais. Para enriquecer seu acervo, em 1995 ela adquire coleção especial do jornalista e crítico literário Luís Martins, e, em 1996, a coleção do sociólogo e educador Florestan Fernandes.
O curso de engenharia física foi implementado no ano 2000, sendo pioneiro no país.

Em 2004, o vestibular da UFSCar foi considerado um dos mais concorridos do país, com mais candidatos por vagas do que o vestibular da Fuvest. Já havia diálogos para a implantação de um novo campus na cidade de Sorocaba, fato que foi consolidado em 2005. Foi criado em função do plano de expansão do sistema federal de ensino superior do Governo Federal e atendendo a uma antiga demanda da população de Sorocaba, quarta maior do interior paulista. Assim, através do vestibular 2006 ingressaram no Campus os primeiros alunos para os cursos de graduação em Bacharelado em Ciências Biológicas, Licenciatura em Ciências Biológicas, Turismo e Engenharia de Produção. 

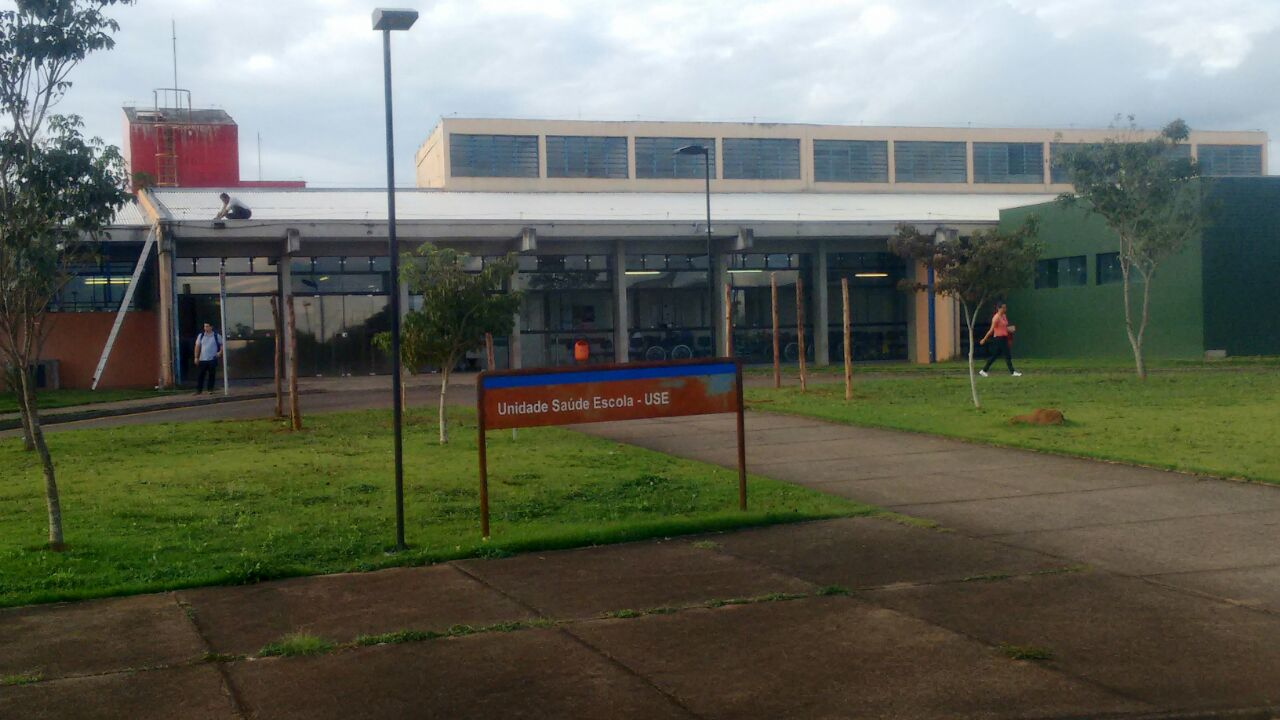
Unidade Saúde Escola (USE), no Campus São Carlos, é parte da insfraestrutura criada para atender o curso de Medicina.

Em 2005 também foi iniciada a implementação do curso de Medicina, que iniciou a oferta de vagas em 2006. Ao mesmo tempo, também foi iniciada a construção do Hospital Escola de São Carlos, que posteriormente se transformou em Hospital Universitário da UFSCar. Foi fundado em outubro de 2007 e é administrado desde 2014 pela Empresa Brasileira de Serviços Hospitalares (EBSERH), vinculada ao Ministério da Educação (MEC). Os primeiros anos de funcionamento do cursos foram marcados por tensão entre estudantes e a administração da universidade, devido à infraestrutura ainda insuficiente para o pleno funcionamento das atividades. 
Em 2007, o índice de produtividade científica dos professores-pesquisadores da UFSCar a colocou entre as cinco melhores do Brasil. Em 2008 e em 2009, a UFSCar foi considerada pelo IGC (Índice Geral de Cursos) do MEC como a oitava melhor universidade do país e também foi agraciada, em novembro de 2008, com o Prêmio Melhor Universidade do Interior do Brasil concedido pelo Guia do Estudante.

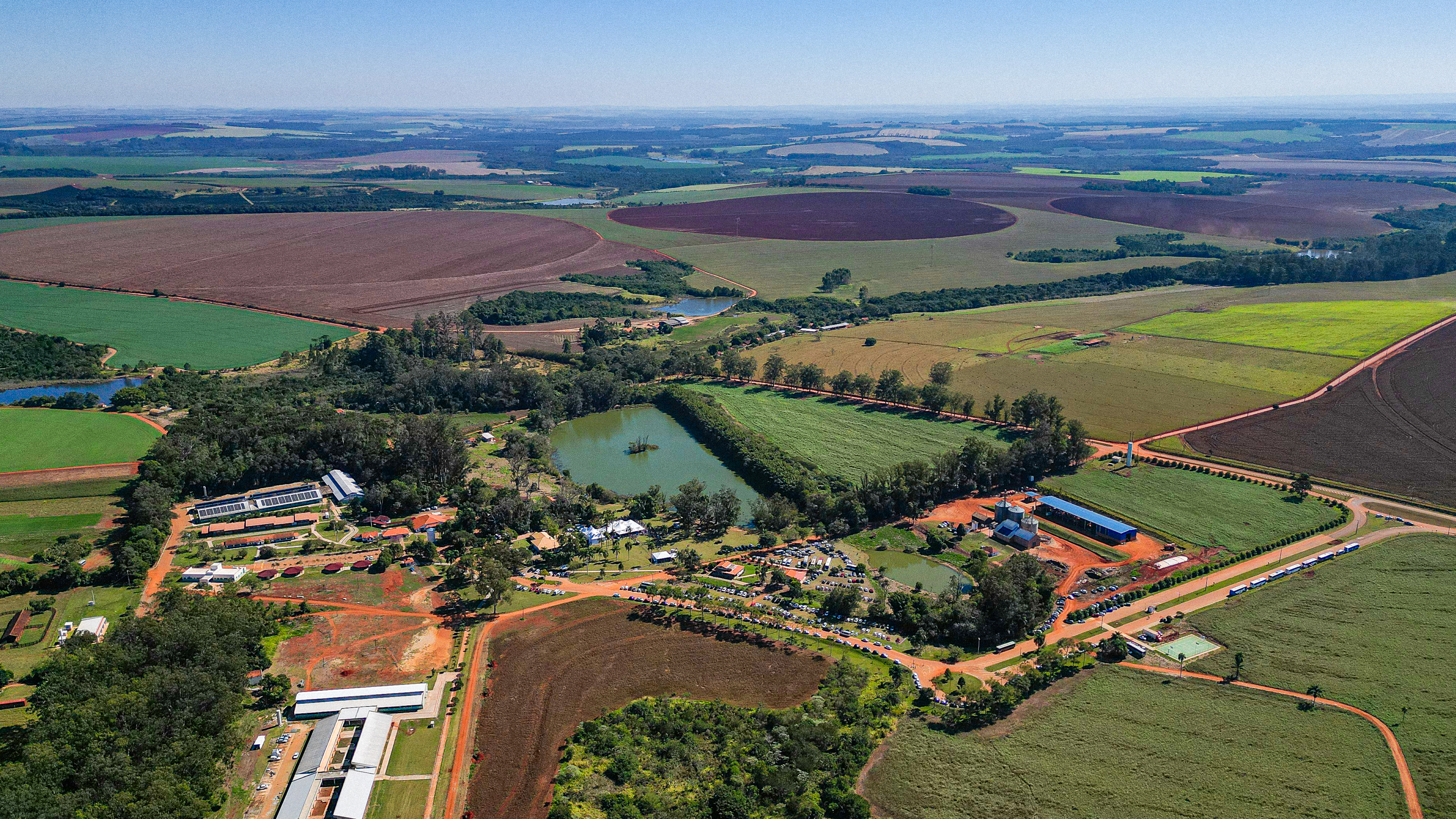
Vista aérea do Campus Lagoa do Sino da UFSCar, em 2024.

Desde 2008, a universidade aderiu ao REUNI (Programa de Apoio à Reestruturação e Expansão das Instituições Federais de Ensino Superior), o que permitiu que o número de cursos de graduação saltasse para 59 em 2010 e o número total de estudantes duplique até 2012, podendo alcançar a cifra de 17 mil matriculados. Entretanto, a aprovação da adesão da universidade ao programa ocorreu sob intensos protestos do movimento estudantil. 
Em 2009, o Conselho Universitário decidiu abolir o vestibular próprio de forma que a UFSCar passou a fazer parte do Sistema de Seleção Unificada (SISU) do Ministério da Educação, tendo as provas do ENEM (Exame Nacional do Ensino Médio) como etapa única de seleção. Assim, será ampliada a possibilidade de candidatos/as de todo o país concorrerem a uma vaga nos cursos de graduação da UFSCar.
O Conselho Universitário aprovou em novembro de 2010, a criação do quarto campus da UFSCar em uma fazenda doada pelo escritor Raduan Nassar no município de Buri (na região de Buri e Campina do Monte Alegre). Com 643 hectares, foi implantado como Campus Lagoa do Sino, com o Centro de Ciências da Natureza (CCN). A proposta é a criação de cursos voltados para a agricultura familiar, a segurança alimentar e o desenvolvimento sustentável. O Campus começou a funcionar em 2013.

## Organização e estrutura

### Administração superior
A Universidade Federal de São Carlos é uma pessoa jurídica de direito público e goza de autonomia didático-científica, administrativa, de gestão financeira e patrimonial.

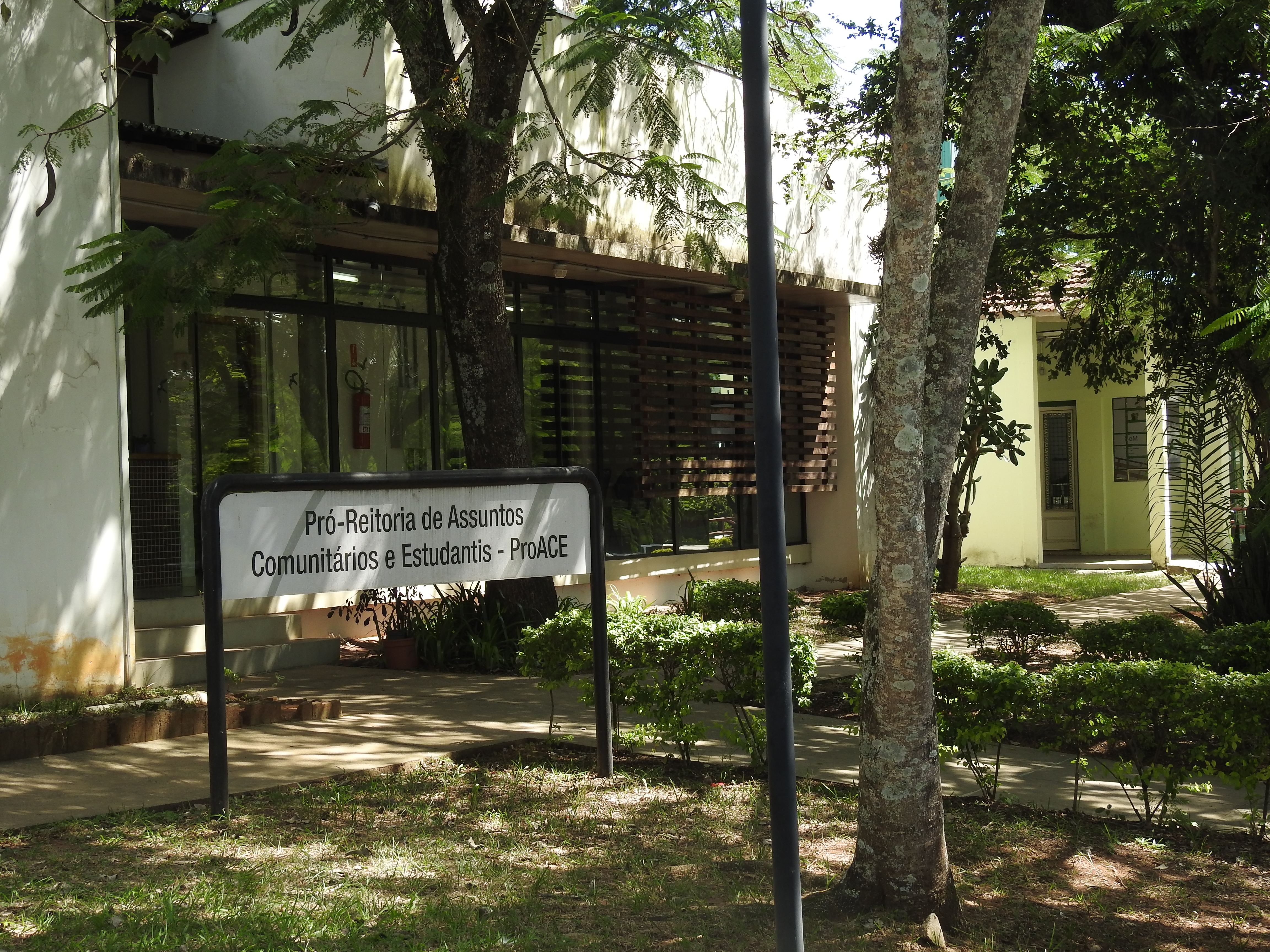
Pró-reitoria de Assuntos Comunitários e Estudantis da UFSCar, criada em 2009.

O órgão executivo da instituição é a Reitoria e o órgão deliberativo máximo é o Conselho Universitário (ConsUni), existindo também conselhos deliberativos específicos, como o Conselho de Graduação e o Conselho de Administração. A reitoria superintende todas as atividades universitárias e é exercida pelo Reitor, compreendendo também a vice-reitoria, as pró-reitorias e outros órgãos. 
Ao longo de sua história outras unidades foram instaladas para que tanto as atividades acadêmicas como as administrativas tivessem o suporte necessário para seu funcionamento pleno. Dessa forma, atualmente a Universidade conta também com as seguintes unidades: Prefeitura Universitária, Secretaria Geral de Recursos Humanos, Secretaria Geral de Informática, Coordenadoria de Comunicação Social, Secretaria Geral de Assuntos Comunitários, Secretaria de Planejamento e Desenvolvimento Institucionais, Escritório de Desenvolvimento Físico e Procuradoria Jurídica.

### Centros e Departamentos

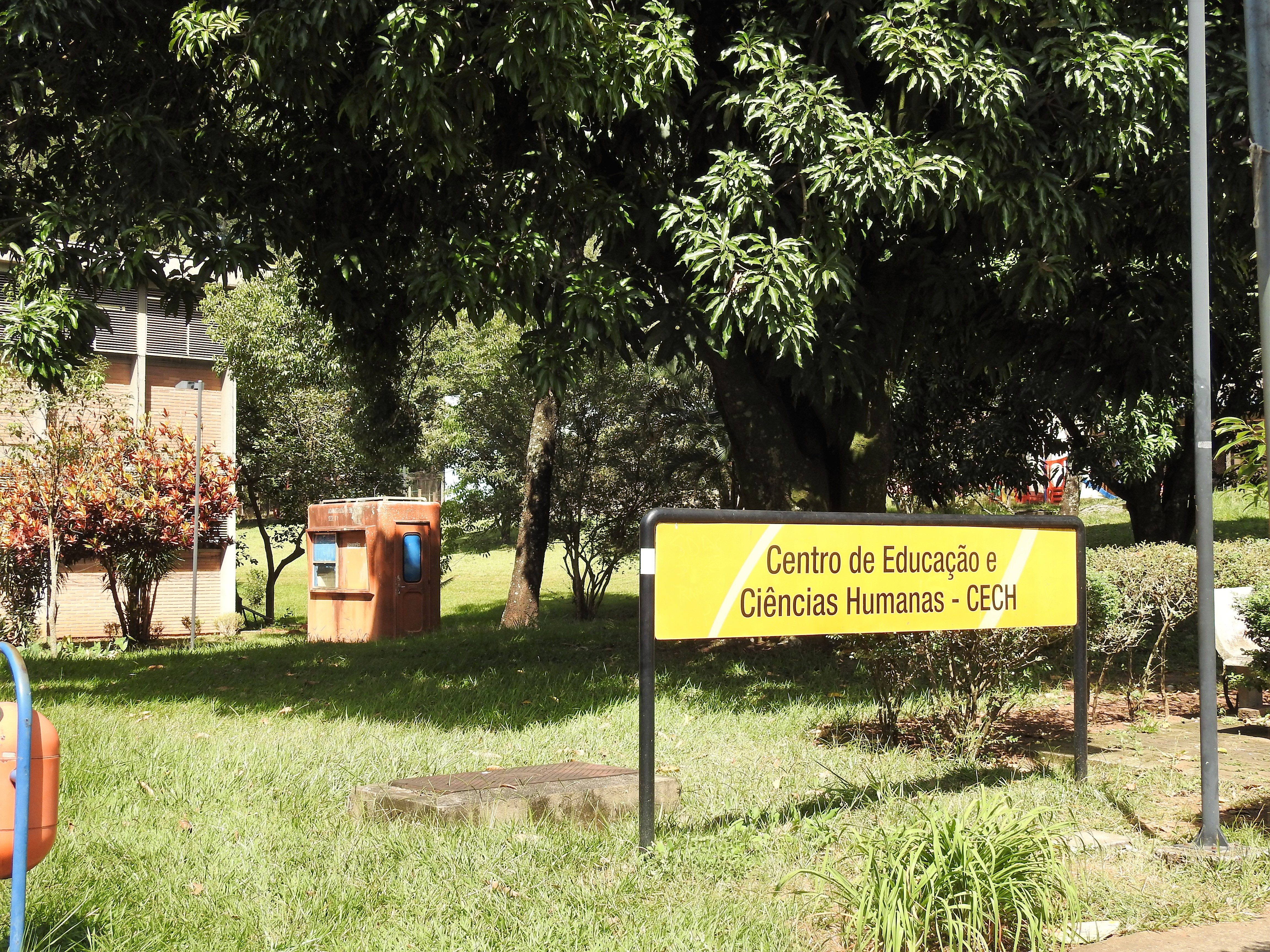
Entrada da atual sede do Centro de Educação e Ciências Humanas, na área Sul do Campus São Carlos.

A universidade adota uma divisão em Centros e é estruturada, segundo seu estatuto, por órgãos setoriais, órgãos constitutivos, unidades multidisciplinares e órgãos de apoio acadêmico, administrativo e complementar, sendo que casa campus da universidade deve ter ao menos um órgão setorial. Esses órgãos setoriais são os denominados "Centros", e são formados por Departamentos, Coordenações de Cursos de Graduação, Coordenações de Programas de Pós-Graduação e, eventualmente, por Unidades Multidisciplinares que compreendam atividades de ensino, pesquisa e extensão relacionadas às áreas do conhecimento abarcadas por eles.
Os departamentos, por sua vez, são órgãos constitutivos que exercem as funções de ensino, pesquisa e extensão de uma mesma área do conhecimento. É atribuída às coordenações de Cursos de Graduação e coordenações de Programas de Pós-Graduação (ambas também órgãos constitutivos), a gestão dos processos de formação de profissionais e pesquisadores.
Atualmente, a UFSCar possui oito Centros Acadêmicos, sendo o maior deles o Centro de Ciências Exatas e de Tecnologia, localizado no Campus São Carlos.

### Reitores e professores notáveis
O professor e físico Sérgio Mascarenhas foi o reitor pro tempore da Universidade entre 1968 e 1970. Além de ser considerado um dos fundadores da UFSCar, ele também trabalhou na fundação da Embrapa Instrumentação e do antigo Instituto de Física e Química de São Carlos. O primeiro reitor oficial da universidade foi o também físico Heitor Gurgulino de Souza, que esteve a frente da reitoria entre 1970 e 1974, e, posteriormente, foi reitor da Universidade das Nações Unidas, onde ocupou também o cargo de subsecretário geral das Nações Unidas.

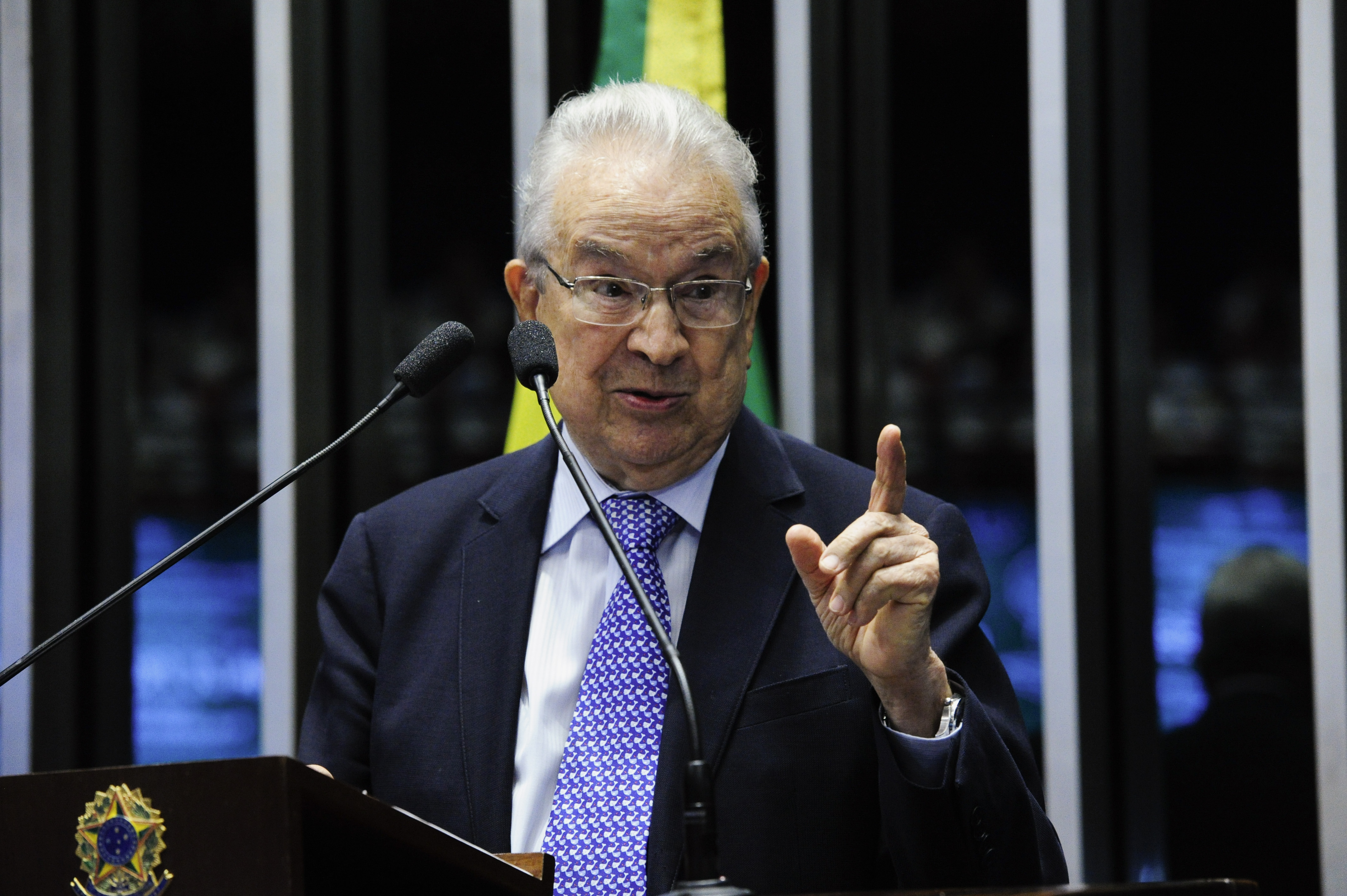
Professor Heitor Gurgulino de Souza, primeiro reitor da universidade, participando de Sessão Solene no Senado Federal, em 2018.

O reitor Luiz Edmundo de Magalhães também foi um pesquisador importante na área de Genética, com ênfase em Genética Animal e Genética de Populações, e foi responsável pela produção do primeiro camundongo transgênico do Brasil, tendo sido professor do Instituto de Biociências da USP. Já William Saad Hossne foi conhecido por seu trabalho e militância na bioética: fundou a Sociedade Brasileira de Bioética e ajudou a criar a Comissão Nacional de Ética em Pesquisa (Conep), além de ser autor de uma obra referência no assunto, "Experimentação em seres humanos".
Os professores Newton Lima Neto e Oswaldo Baptista Duarte Filho, que foram reitores da UFSCar, respectivamente, entre 1992 e 1996 e entre 2000 e 2008, foram posteriormente prefeitos da cidade de São Carlos pelo Partido dos Trabalhadores. Newton Lima também foi eleito deputado federal pelo estado de São Paulo em 2011. Ambos haviam sido docentes do Departamento de Engenharia Química.
Um dos professores mais notáveis da universidade foi o filósofo Bento Prado Júnior, que lecionou na instituição de 1977 até sua morte, em 2006, e é considerado um dos maiores filósofos brasileiros. Ele havia tido sua cadeira como professor da USP cassada em 1969 pelo regime militar, mudou-se para Paris e retornou ao Brasil em 1974, sendo convidado a lecionar na UFSCar em 77.

## Estrutura

### Ensino

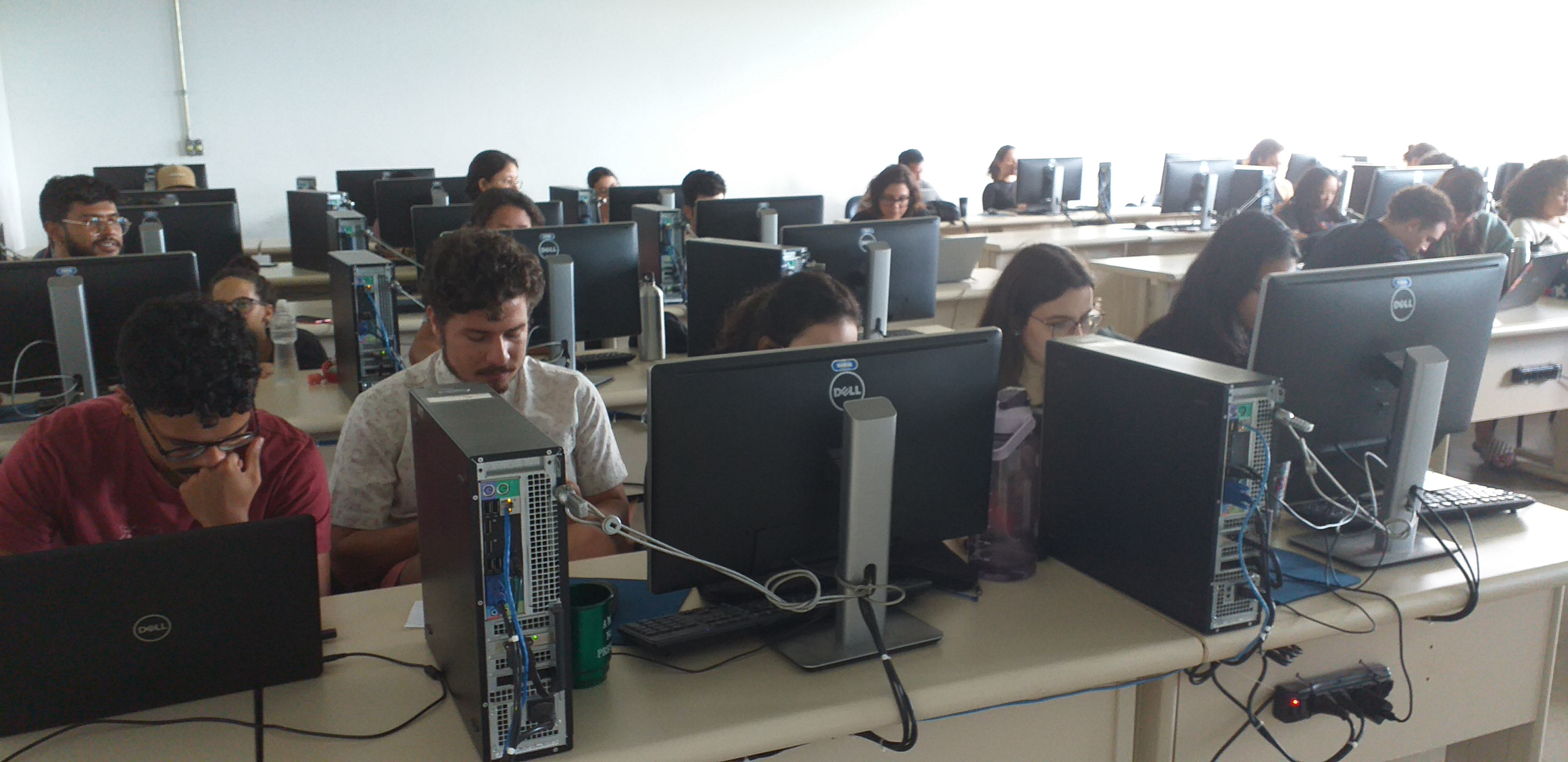
Estudantes de graduação durante aula em um dos laboratórios de informática da Universidade.

Atualmente, a UFSCar oferece 64 cursos de graduação presenciais distribuídos em quatro áreas do conhecimento, totalizando 2.897 vagas no vestibular de 2018, através do Sistema de Seleção Unificada (SISU). Uma cultura fortemente disseminada na cidade é a de se morar em repúblicas em bairros próximos à universidade, onde os estudantes dividem custos e responsabilidades, criando uma tradição fraternal entre os moradores.

### Pesquisa
Atualmente, a UFSCar oferece 49 cursos de pós-graduação divididos em 57 programas (34 cursos de mestrado e 23 cursos de doutorado). Eles estão distribuídos em três áreas do conhecimento e 70% deles avaliados pela CAPES como bons a de excelência internacional. A lista a seguir apresenta os cursos de pós-graduação oferecidos pela UFSCar, seguidos por letras que indicam o campus em que são oferecidos (AR para Araras, SC para São Carlos e SO para Sorocaba), além da modalidade (M para Mestrado, MP para Mestrado Profissional e D para Doutorado).

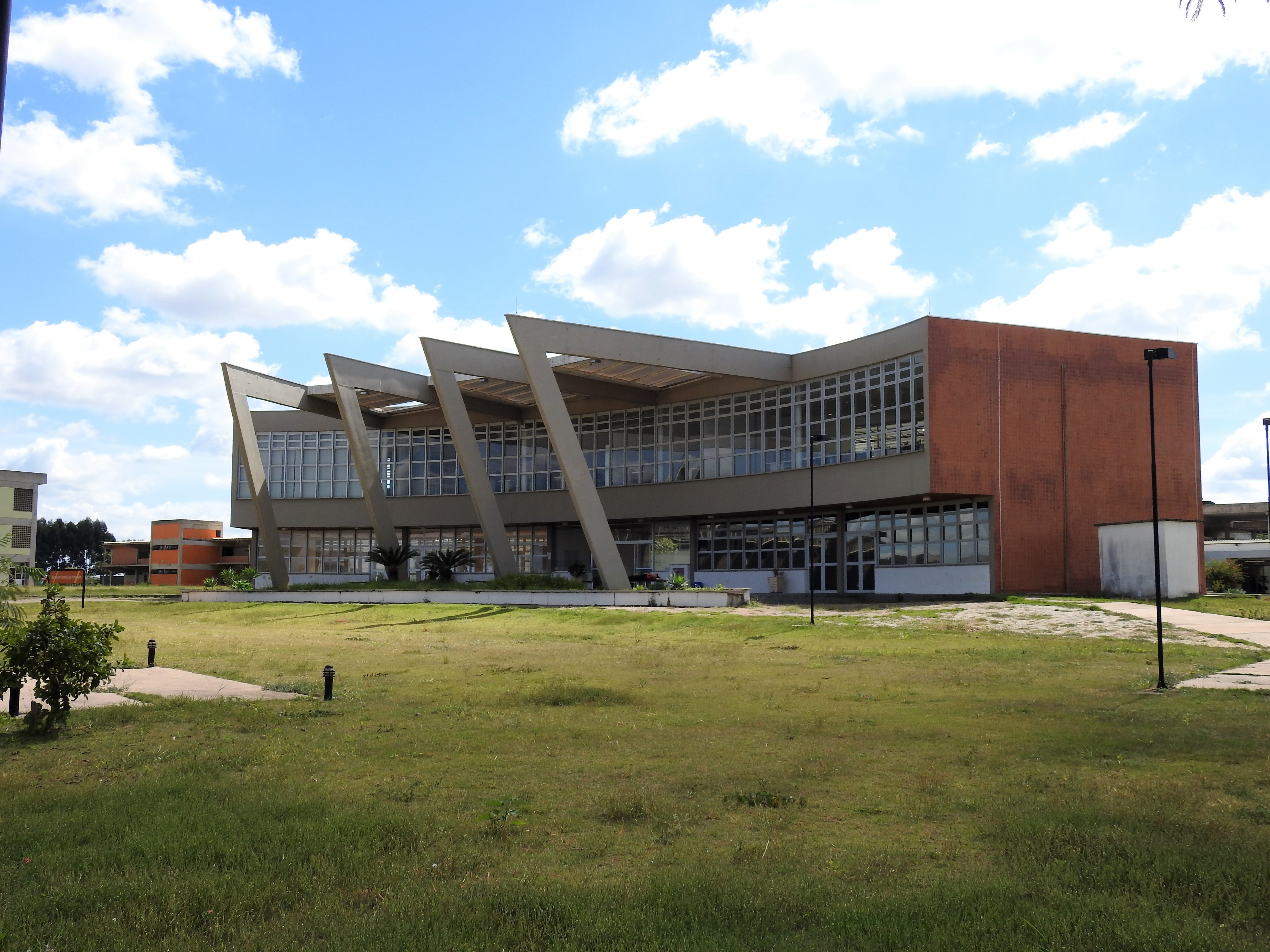
Centro de Formação de Professores, parte da infraestrutura de ensino e pesquisa da UFSCar.

Segundo a mais recente avaliação quadrienal da CAPES (Coordenação de Aperfeiçoamento de Pessoal de Nível Superior), seis dos 41 programas de pós-graduação da UFSCar avaliados obtiveram notas 6 ou 7, caracterizadas como conceitos de excelência, em que 7 é a nota máxima atribuída: Ciência e Engenharia dos Materiais (7), Engenharia Química (7), Fisioterapia (7), Psicologia (6), Química (7) e Sociologia (6), todos oferecidos no campus de São Carlos. Quatro cursos obtiveram nota 5; vinte e dois, nota 4; oito, nota 3 e um, nota 2.
Estes resultados de excelência derivam de uma longa história na pós-graduação. Em 1976, foram criados os dois primeiros programas de pós-graduação: o de Ecologia e Recursos Naturais (mestrado e doutorado) e o de Educação (mestrado). Em 1988, foi implantado o Programa de Filosofia e Metodologia das Ciências e, em 1994, o de Ciências Sociais.
No Programa de Pós-graduação em Fisioterapia, a UFSCar foi pioneira no país, implantando o primeiro mestrado na área, em 1977, e o doutorado em 2002.